# Mġarr
Mġarr (officiële naam L-Imġarr; in het verleden Mgiarro genoemd) is een kleine plaats en gemeente in het noordwesten van Malta. Het is een typisch plattelandsdorp in een geïsoleerde omgeving ten westen van Mosta, omgeven door weilanden en druivenplantages. Veel van de 2995 inwoners (2006) zijn boeren of zijn op de een of andere manier verbonden met het boerenleven.

## Bezienswaardigheden

### Tempels
- De Ta' Ħaġrat
- De megalithische tempels van Skorba

### Kerk
In het begin van de 20ste eeuw werd Mġarr een zelfstandige parochie met een eigen kerk. Deze kerk is een van de grootste koepelkerken ter wereld, na die van Mosta. De unieke ovale koepel werd gefinancierd met de inkomsten van de verkoop van lokaal geproduceerde eieren: men verkocht er meer dan 300.000 ten bate van dit project. De bouw van de kerk, een miniatuur-kopie van de kerk van Mosta, begon in 1912 en werd gedaan door de lokale bevolking. Deze bouw werd voltooid in 1946 en werd gewijd aan Maria-Tenhemelopneming.
De jaarlijkse festa ter ere van deze Tenhemelopneming van Maria wordt gevierd op de eerste zondag na 15 augustus.

## Geboren
- Christabelle Borg (1992), zangeres
- Gaia Cauchi (2002), winnaar van het Junior Eurovisiesongfestival 2013